# Forum Augusta

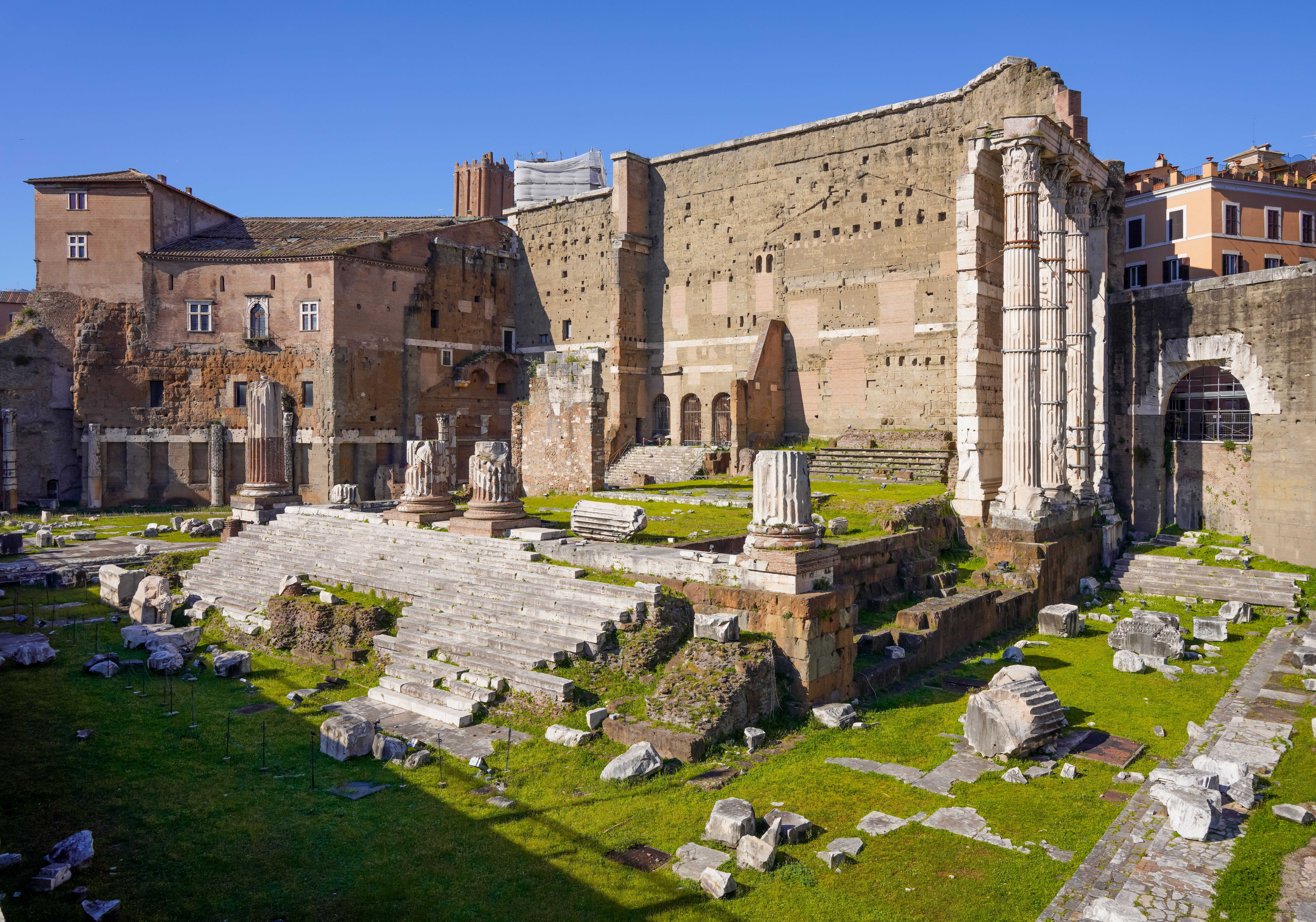
Forum Augusta

Forum Augusta – forum zbudowane w 2 r. p.n.e. na placu o wymiarach 125 na 90 m pomiędzy pobudowanymi później: Forum Trajana i Forum Nerwy, na północny wschód od istniejącego już Forum Cezara.
Naprzeciwko wejścia znajdowała się świątynia Marsa Mściciela, budowę której ślubował cesarz August za wsparcie w pomszczeniu śmierci Juliusza Cezara. Była to budowla w porządku korynckim z ośmioma kolumnami przed wejściem i kolumnadą po bokach, z tylną ścianą zamkniętą apsydą. Wewnątrz świątyni ustawiono posągi Marsa, Wenus i Juliusza Cezara. Boczne portyki forum ozdobione były kariatydami. Na wysokości wejścia do świątyni portyki rozbudowano o nisze umieszczone po zewnętrznej stronie kolumnady. Od północnego wschodu forum zostało zamknięte wysokim murem, oddzielającym je od Subury, dzielnicy Rzymu.